# كريستي ماركس
كريستي ماركس (بالإنجليزية: Christy Marx)‏ هي كاتبة سيناريو ومصممة ألعاب أمريكية، ولدت في 1952.

## وصلات خارجية
- الموقع الرسمي
- كريستي ماركس على موقع IMDb (الإنجليزية)
- كريستي ماركس على موقع أول موفي (الإنجليزية)
- كريستي ماركس على موقع قاعدة بيانات الفيلم (الإنجليزية)
- كريستي ماركس على موقع كينوبويسك (الروسية)